# 2020年波士頓影評人協會獎
第41屆波士頓影評人協會獎（The 41th Boston Society of Film Critics Awards）是由波士頓影評人協會於2020年12月13日頒發，以茲獎勵2020年電影的獎項。

## 獲獎名單

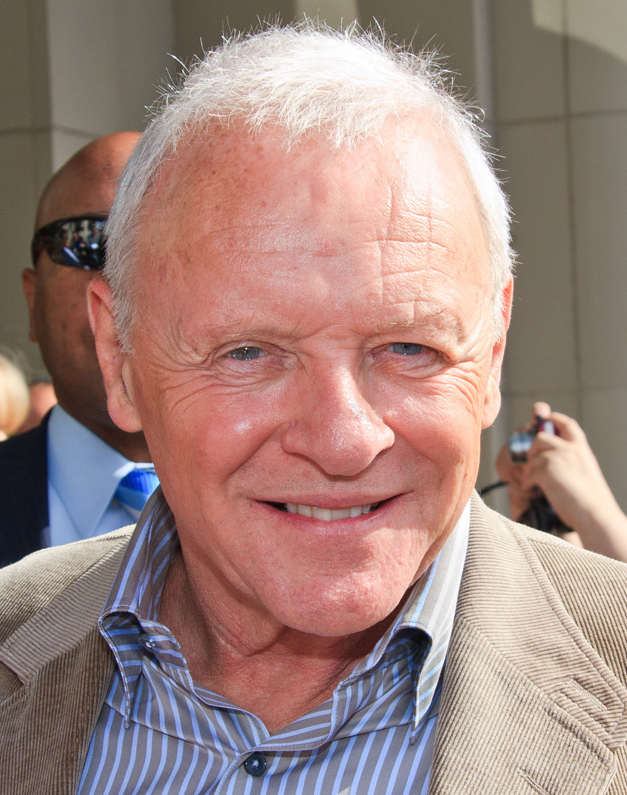
最佳男主角：安東尼·霍普金斯

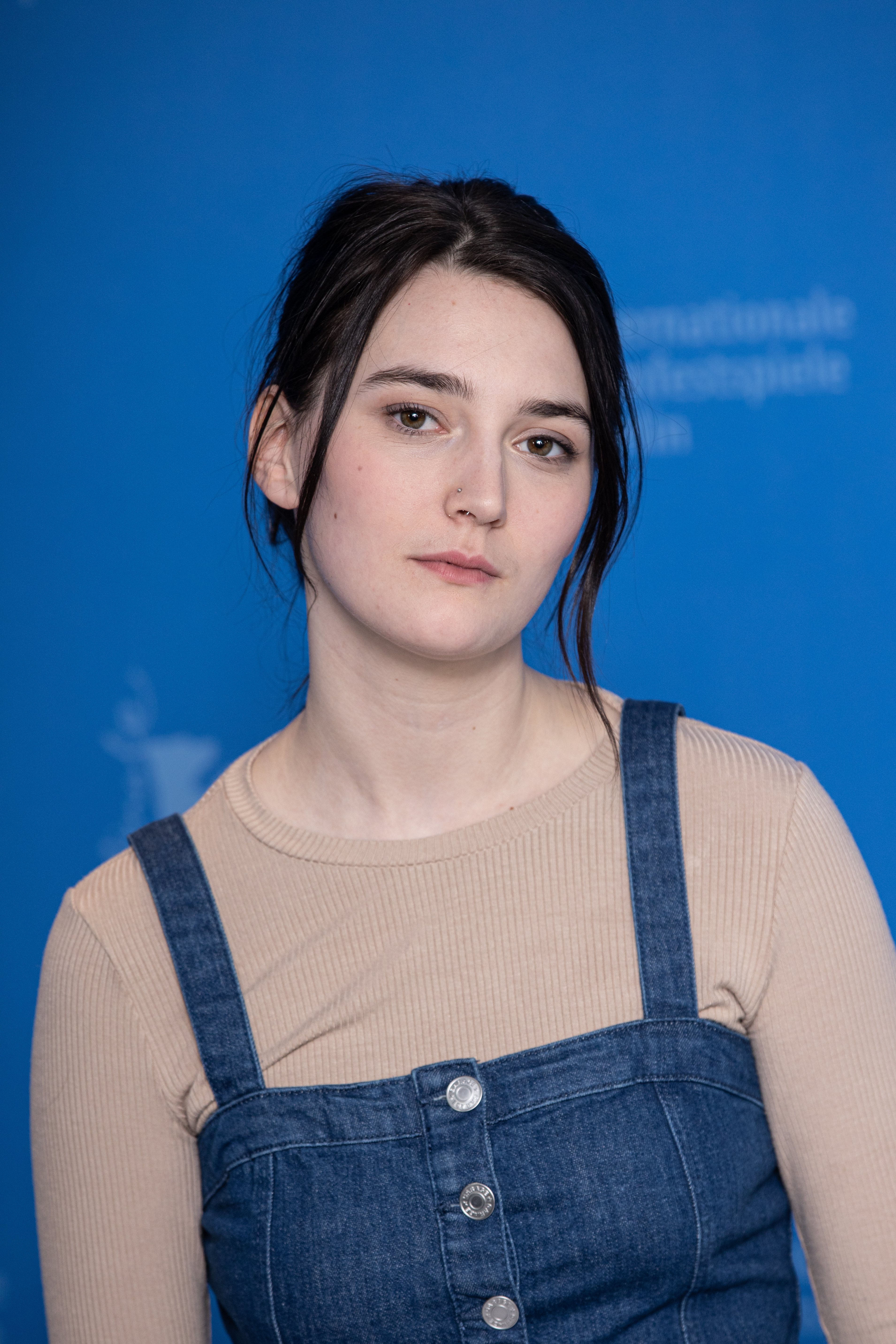
最佳女主角：席妮·弗拉尼根

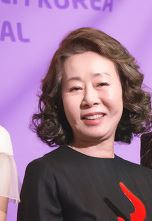
最佳女配角：尹汝貞

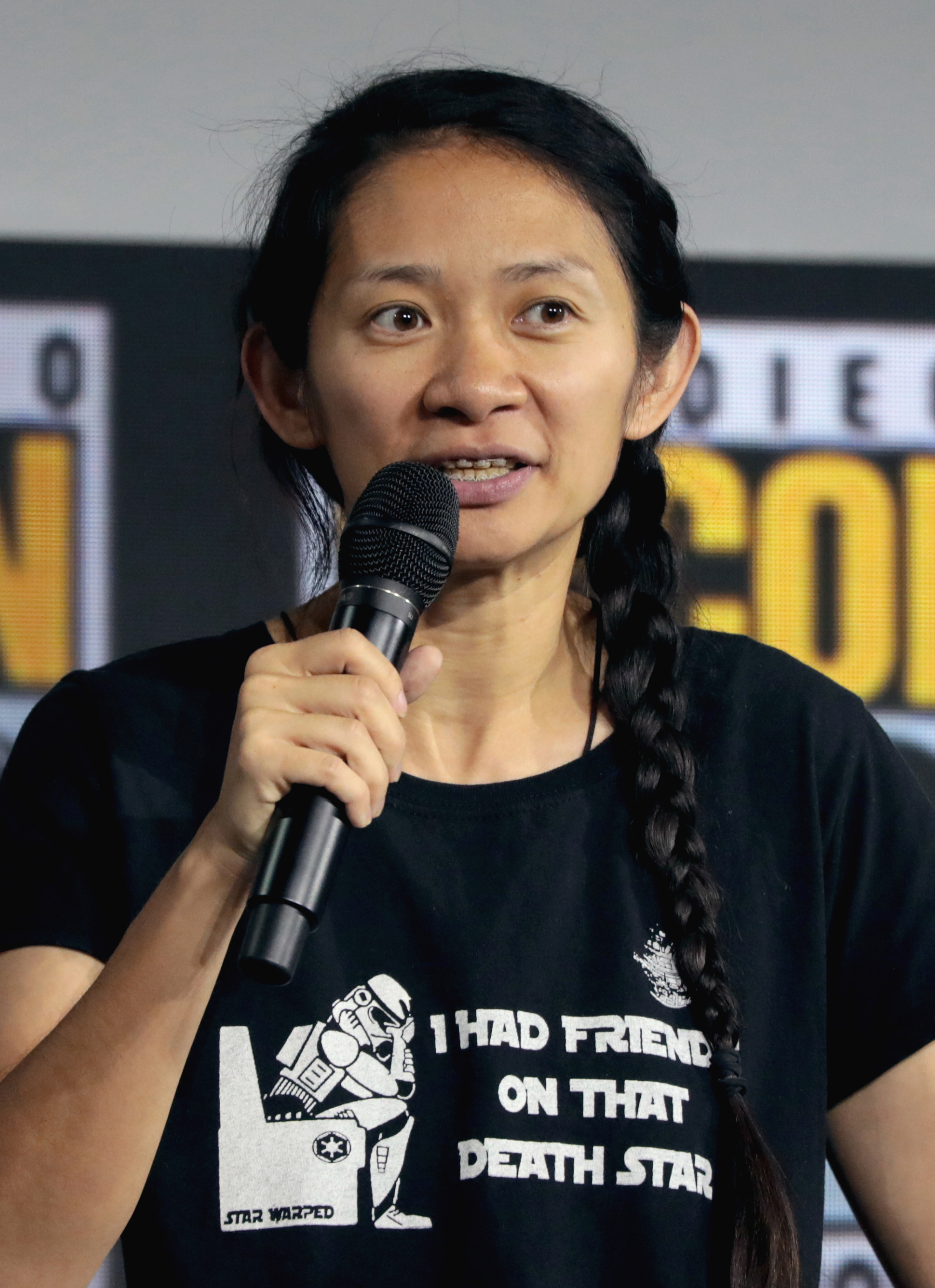
最佳導演：趙婷

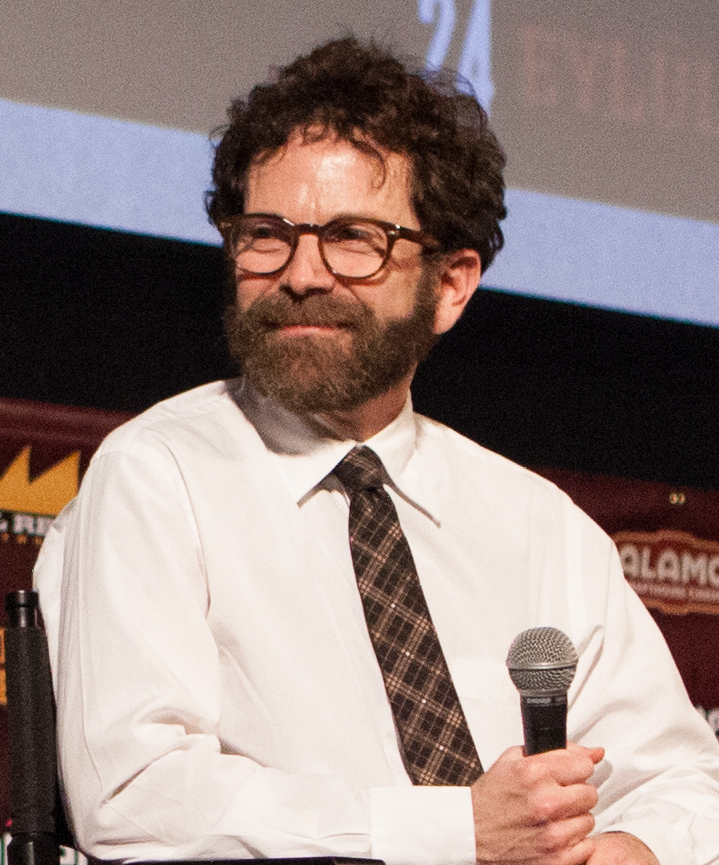
最佳劇本：查理·卡夫曼

- 最佳影片：
  - 《游牧人生》
    - 亞軍：《深夜裡的美味祕方（英语：First Cow）》
- 最佳男主角：
  - 《父親》安東尼·霍普金斯
    - 亞軍：《金屬之聲》里兹·阿邁德
- 最佳女主角：
  - 《從不，很少，有時，總是》席妮·弗拉尼根
    - 亞軍：《助理（英语：The Assistant (2019 film)）》茱莉婭·加納
- 最佳男配角：
  - 《金屬之聲》保羅·拉西
    - 亞軍：《心靈車道（英语：Driveways (film)）》布萊恩·丹內利
- 最佳女配角：
  - 《夢想之地》尹汝貞
    - 亞軍：《曼克》阿曼達·西耶弗里德
- 最佳導演：
  - 《游牧人生》趙婷
    - 亞軍：《深夜裡的美味祕方（英语：First Cow）》凱莉·萊卡特
- 最佳劇本：
  - 《我想結束這一切（英语：I'm Thinking of Ending Things）》查理·卡夫曼
    - 亞軍：《深夜裡的美味祕方（英语：First Cow）》凱莉·萊卡特、喬納森·雷蒙（英语：Jonathan Raymond）
- 最佳攝影：
  - 《游牧人生》喬舒亞·詹姆斯·理查茲（Joshua James Richards）
    - 亞軍：《情人搖滾（英语：Lovers Rock (2020 film)）》夏畢耶·基西納（Shabier Kirchner）
- 最佳紀錄片：
  - 《一場大火之後》
    - 亞軍：《女畫家與偷畫賊（英语：The Painter and the Thief）》
- 最佳非英語電影（紀念傑·卡爾）：
  - 《哭泣的女人（英语：La Llorona (2019 film)）》
    - 亞軍：《異端鳥（英语：The Painted Bird (film)）》
- 最佳動畫片：
  - 《噬魂之屋》
    - 亞軍：《狼行者》
- 最佳電影剪輯（紀念凱倫·施密爾（英语：Karen Schmeer））：
  - 《我想結束這一切（英语：I'm Thinking of Ending Things）》羅伯特·弗瑞岑（英语：Robert Frazen）
    - 亞軍：《游牧人生》趙婷
- 最佳新電影製作人（紀念大衛·布魯諾伊（英语：David Brudnoy））：
  - 《父親》弗洛里安·澤勒（英语：Florian Zeller）
    - 亞軍：《艾瑪.》奧特姆·德·魏爾德（英语：Autumn de Wilde）
- 最佳整體演出：
  - 《藍調天后》
    - 亞軍：《夢想之地》
- 最佳原創配樂：
  - 《夢想之地》艾米利·莫澤里（英语：Emile Mosseri）
    - 亞軍：《曼克》特倫特·雷澤諾、阿提克斯·羅斯

## 外部連結
- 官方网站